# 埃托拉伊
埃托拉伊是巴西戈亚斯州的一个市镇。总面积229.666平方公里，总人口3758人，人口密度16.4人/平方公里。